# Gat (Chorwacja)
Gat – wieś w Chorwacji, w żupanii osijecko-barańskiej, w mieście Belišće. W 2011 roku liczyła 705 mieszkańców.